# Commelina praecox
Commelina praecox är en himmelsblomsväxtart som beskrevs av Thore Christian Elias Fries. Commelina praecox ingår i släktet himmelsblommor, och familjen himmelsblomsväxter.
Artens utbredningsområde är Zambia. Inga underarter finns listade.